# ジャームス 狂気の秘密

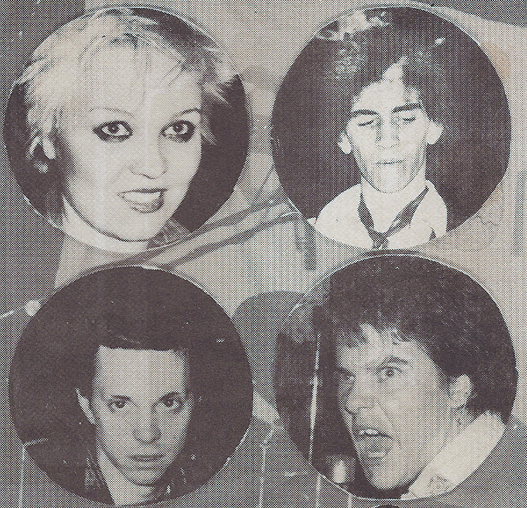
ジャームス（1979年時点）

『ジャームス 狂気の秘密』（ジャームス きょうきのひみつ、英: What We Do Is Secret）は、2007年のアメリカ映画である。
本作は、アメリカ合衆国のパンクバンド・ジャームスの結成から、創設メンバーであるダービー・クラッシュの死までを題材としている。
また、ダービー役のシェーン・ウェストは、2005年の再結成メンバーの一人である。

## ストーリー
1975年、高校生のポール・ビームことダービー・クラッシュとジョージ・ルーセンバーグことパット・スミアは意気投合し、その翌年にはダービーをヴォーカル、パットをギターに据えた4人組バンド「ジャームス」が結成される。ほどなくしてドラマーのドッティ・デンジャー（のちのベリンダ・カーライル）が脱退するものの、バンドは1977年にデビューを果たす。だが、彼らは本番前にあまり練習をしなかったため、演奏は悲惨なものだった。
それでもバンドは地元を中心にライブを継続し、熱狂的なファンを得、1979年には盟友であるジョーン・ジェットのプロデュースの元アルバム『(GI)』を発表するに至った。一方で、過激なパフォーマンスやファンの暴走により、バンドを出入り禁止にするライブハウスが相次いだことから、ダービーは酒と薬物に溺れるようになり、1980年に死亡する。

## キャスト
- ダービー・クラッシュ：シェーン・ウェスト[2]
- ローナ・ドゥーム：ビジュー・フィリップス
- パット・スミア：リック・ゴンザレス
- ドン・ボールズ：ノア・セガン
- ミッシェル：ティナ・マジョリーノ
- イエナ：キャサリン・レナード
- レイチェル・サンソン
- ドン・ヘンリー：アシュトン・ホームズ
- クリス・アシュフォード：ケア・オドネル
- ローレン・ジャーマン
- クロード・キックボーイ・ベッシー：セバスチャン・ロシュ
- キャセイ・コーラ：アズラ・スカイ
- レイ・パーク
- J・P・マヌー
- ミシェル・ヒックス
- クリス・ポンティアス
- ベリンダ：ローレン・ジャーマン